# Moyry Castle
Moyry Castle är en borgruin i Nordirland i Storbritannien. Den ligger i grevskapet i Armagh, 65 km sydväst från Belfast och strax norr om gränsen till Irland. Den uppfördes år 1601 av Charles Blount, 1:e earl av Devon.
Moyry Castle ligger 116 meter över havet. Runt Moyry Castle är det ganska tätbefolkat, med 60 invånare per kvadratkilometer. Närmaste större samhälle är Newry, 12 km norr om Moyry Castle. Trakten runt Moiry Castle består i huvudsak av gräsmarker.